# Jauza (přítok Moskvy)
Jauza (rusky Яуза) je řeka v Moskvě a v Moskevské oblasti v Rusku. Je dlouhá 48 km. Povodí řeky má rozlohu 452 km². Název je poprvé doložen roku 1156 a pochází pravděpodobně z baltských jazyků (auzes znamená lotyšsky stéblo).

## Průběh toku
Pramení v bažině východně od města Mytišči, na horním toku se nachází národní park Losí ostrov. Protéká především severovýchodní částí Moskvy, přičemž ve městě je regulována a vede přes ni 14 dálničních, 6 železničních mostů a dva mosty metra. Vede přes ni i dálniční okruh MKAD, na jejím břehu se také nachází technická univerzita. Pod Jauzou vede tunel Arbatsko-Pokrovské linky metra. Ústí zleva do řeky Moskvy (povodí Oky) na 174 říčním kilometru, v centru Moskvy, nedaleko Velkého ustinského mostu. Je největším přítokem Moskvy na území hlavního města.

### Přítoky
Má mnoho přítoků (11 pravostranných a 5 levostranných), největším je Chapilovka.

## Vodní režim
Pro posílení průtoku je do řeky přiváděna prostřednictvím Lichoborského kanálu a řeky Lichoborky voda z Chimkinské přehrady. Průměrný roční průtok vody u ústí činí přibližně 9,4 m³/s.
Typickými rybami jsou mník jednovousý, ouklej obecná a karas obecný. Voda řeky v úseku, kde protéká Moskvou a sbírá odpadní vody, je silně znečistěná.
Michail Kalatozov natočil roku 1954 filmovou komedii Věrní přátelé, jejíž děj se odehrává během plavby lodí po Jauze.